# Megami Paradise
Megami Paradise (女神天国?, Megami Tengoku) è un videogioco di ruolo della NEC Home Electronics, pubblicato nel 1994 per PC Engine Super CD-Rom. Un OAV in due parti è stata prodotto nel 1995 dalla King Records con la regia Katsuhiko Nishijima, successivamente regista di Agent Aika e Najica, e il character design di Noriyasu Yamauchi. Questo anime è basato su un manga di Akihiro Yoshizane che era stato serializzato sull rivista Dengeki G.

## Trama
La storia è ambientata in un mondo utopico popolato da sole donne, governato dalla benevola guida dei Mamamega. Le Mamamega possiedono un oggetto magico chiamato Astro Star, che assorbe il male dal mondo esterno al paradiso in cui vivono.  Quando gli Astro Star sono saturi di pensieri e desideri malvagi, le Mamamega devono purificarli attraverso una cerimonia, che si conclude con il passaggio della posizione della Mamamega alla sua succeditrice.
All'inizio della storia, Lilith, prossima a diventare Mamameg, deve trovare altre due giovani donne che possano diventare sue guardie e consigliere quando sarà in carica. Ma proprio mentre Lilith sembra aver trovato due candidate ideali, finisce per imbattersi in un gruppo di individui che congiura per entrare in possesso dell'Astro Star e utilizzarlo per i propri oscuri piani.

## OAV

### Personaggi e doppiatori
| Personaggio | Doppiatori originali | Doppiatori italiani      |
| ----------- | -------------------- | ------------------------ |
| Rurubell    | Hekiru Shiina        | Lara Parmiani            |
| Stashia     | Kikuko Inoue         | Marcella Silvestri       |
| Juliana     | Megumi Ogata         | Roberta Gallina Laurenti |
| Lilith      | Yuri Shiratori       | Emanuela Pacotto         |
| Rouge       | Kumiko Watanabe      | Stefania Patruno         |
| Pastel      | Kyoko Hikami         | Tosawi Piovani           |
| Maharaja    | Yūko Kobayashi       | Cinzia Massironi         |
| Angela      | Yuko Nagashima       | Elisabetta Spinelli      |

### Episodi
| Nº | Giapponese 「Kanji」 - Rōmaji                                                                               | In onda       | In onda |
| Nº | Giapponese 「Kanji」 - Rōmaji                                                                               | Giapponese    |         |
| 1  | 「パラダイス・レボリューション 集え ママメガの巫女たち」 - Paradise Revolution Tsudoe Mamamega no Mikotachi | 7 giugno 1995 |         |
| 2  | 「パラダイス・ロスト？ 打ち払え！ ヤミママの脅威」 - Paradise Lost? Uchibarae! Yamimama no Kyōi             | 4 agosto 1995 |         |